# Boratyniec Ruski
Boratyniec Ruski – wieś w Polsce położona w województwie podlaskim, w powiecie siemiatyckim, w gminie Siemiatycze.
Wieś położona w ziemi drohickiej w 1795 roku, wchodziła w skład klucza siemiatyckiego księżnej Anny Jabłonowskiej. Według Powszechnego Spisu Ludności z 1921 roku wieś Boratyniec Ruski liczyła 28 domów i zamieszkiwana była przez 187 osób (101 kobiet i 86 mężczyzn). Wszyscy mieszkańcy miejscowości zadeklarowali wówczas wyznanie prawosławne. Pod względem narodowościowym niemal wszyscy mieszkańcy wsi stanowili Białorusini (186 osób), pozostała 1 osoba zadeklarowała narodowość rusińską. W okresie międzywojennym miejscowość znajdowała się w powiecie bielskim.
W latach 1952–1954 miejscowość była siedzibą gminy Boratyniec Ruski. W latach 1954–1972 wieś należała i była siedzibą władz gromady Boratyniec Ruski. W latach 1975–1998 miejscowość administracyjnie należała do województwa białostockiego.
We wsi znajduje się parafialna cerkiew prawosławna pod wezwaniem św. Anny oraz cmentarz prawosławny. Natomiast wierni kościoła rzymskokatolickiego należą do parafii św. Apostołów Piotra i Pawła w Siemiatyczach Stacji.